# 護国寺 (盤州市)
護国寺（ごこくじ）は、中華人民共和国貴州省六盤水市盤州市丹霞鎮の丹霞山にある仏教寺院。

## 歴史
護国寺は、明代の景泰2年（1451年）の創建で、当時は玄帝宮と称した。天啓2年（1622年）の兵火により焼失している。天啓4年（1624年）、雲南鶏足山の将軍の釈不昧は丹霞山に来て元真観、丹霞寺を建立した。崇禎11年（1638年）に、旅行家の徐霞客は釈影修の案内のもとに、現地の山川、人文、交通などの状況を考察した。
清の乾隆46年（1781年）、釈常怡は寺院で戒を授けた。光緒30年（1904年）、釈光一は開壇して伝戒し、仏法を発揚した。光緒32年（1906年）、釈聖融は遠く北京に行き、慈禧太后の祝寿のために読経し、慈禧太后と光緒帝から「大乗経」、袈裟、玉印、金鉢を受けた。「護国寺」と改称。
民国15年（1926年）、釈了凡は中殿の池に「観日楼」を建設し、五階高く、「南天勝景」の扁額を懸けて、翌年建設された。民国29年（1940年）、釈修園は開壇の伝戒、49日間の水陸大会の前線で抗日戦没将士、釈虚雲、釈印光など13省7市の65人の高僧が参加し、護国寺建寺以来最大の仏事活動である。
1964年、護国寺の修理中に寺が失火し、多くの文献が大火で灰になった。

## 伽藍
山門、弥勒殿、大雄宝殿、大悲閣、玉仏殿、千手観音殿、斎堂、観日楼、隆普墓塔
趙樸初の揮毫による「丹霞山」、「護国寺」、「大雄宝殿」の扁額

## 国宝
- 貝葉経「本生経」「縁起伝」